# Grup de la mort
Grup de la mort és un terme esportiu informal emprat en esport per a descriure una situació que es produeix de vegades durant la fase de grups d'un torneig (com la primera ronda de la Copa del Món de Futbol o els setzens de final de la Lliga de Campions), en la que el nombre d'equips amb un potencial relativament elevat és superior al nombre d'equips que es poden classificar per a la següent fase.
L'element clau és que algun dels equips potents serà eliminat amb tota seguretat, convertint el grup en el més difícil de predir de tots els del torneig.

## Causes
Per a determinar la composició dels grups de classificació, se sol repartir els participants en diferents bombos d'equips amb similar potencial, d'acord amb els mèrits demostrats pels conjunts en els últims anys. A continuació s'efectua un sorteig, i cada grup de classificació es compon d'un equip de cada bombo.
Aquest sistema hauria de garantir que no es formen grups d'equips amb potencial semblant però, de vegades, es produeixen grans desigualtats en la dificultat dels grups degut a anomalies en la composició dels bombos.

## Copa del Món
A la Copa del Món, l'anomalia consisteix a preparar un bombo només d'equips europeus amb el propòsit que el sorteig no conformi un grup de tres ó quatre equips del Vell Continent. Així mateix la selecció del país organitzador s'inclou en el bombo dels equips més forts. Tot açò provoca que seleccions del potencial dels Països Baixos o la República Txeca, per exemple, hagin de jugar al mateix grup que alguna de les més fortes del món. Si aquest grup es completa amb alguna altra selecció potent, es forma un grup de la mort, com el que es va produir a la Copa del Món del 2006, amb Argentina, els Països Baixos, Sèrbia i Montenegro i Costa d'Ivori.

## Lliga de Campions
A la Lliga de Campions, l'anomalia es produeix per culpa de no considerar, a l'hora de preparar els bombos, les actuacions dels equips a les seves respectives lligues nacionals. Com que només es tenen en compte les actuacions dels participants a les últimes edicions de la Champions, no és infreqüent que s'hi trobin equips forts a més d'un bombo. Quan el sorteig és capritxós, les boles dels conjunts més forts van a parar al mateix grup, com va passar a la temporada 1998-99, quan Manchester United, Bayern de Múnic i FC Barcelona van compartir grup de classificació. Els dos primers van arribar a la final de la competició, i l'equip anglès es va proclamar campió. La ventafocs d'aquell grup va ser el Brøndby IF danès.

## Història
El terme va ser encunyat pel seleccionador d'Uruguai Omar Borrás a la Copa del Món de Futbol del 1986 per a descriure el grup E, que incloïa a la República Federal d'Alemanya, Dinamarca, Escòcia i l'Uruguai. Aquest va ser l'únic grup format exclusivament per seleccions d'Europa i Sud-amèrica, tradicionalment els continents més forts del món.